# Iosif Ivanovici
Iwan Iosif Ivanovici (Timișoara, 1845 – Boekarest, 28 september 1902) was een Roemeens componist, dirigent en klarinettist.

## Levensloop
Ivanovici studeerde bij Alois Riedl in Galați en bij Emil Lehr in Iași en was eerst musicus. Van 1879 tot 1894 was hij militaire kapelmeester in Tulcea, Focșani in het district Vrancea en in de hoofdstad Boekarest. Eveneens was hij sinds 1880 dirigent van een orkest in Galați. Van 1895 tot zijn overlijden was hij inspecteur-generaal van de algehele Roemeense militaire kapellen. Hij heeft talrijke werken voor harmonieorkest gecomponeerd. Het bekendste stuk is ongetwijfeld de Valurile Dunǎrii (Donauwellen)-wals.

## Composities

### Werken voor harmonieorkest
- 1890 Valurile Dunǎrii (Donauwellen), wals[1]
- 1892 Carmen Sylva, wals
- 1893 Goldene Stunden, wals
- 1901 La Bella Roumaine, wals
- 1902 Rosina, polka
- Anniversary waltz, wals
- Die Ballkönigin, wals, op. 127
- Dunajské vlny
- Herzliebchen, wals
- Kaiserreise, mars
- Lieb' um Liebe, wals, op. 155
- Meeres-Wellen, wals, op. 138
- Rosen aus dem Orient, wals